# Citoyen de nulle part
Pour plus de détails, voir Fiche technique et Distribution.
Citoyen de nulle part (titre original : A Girl Named Tamiko) est un film américain réalisé par John Sturges, sorti en 1962.

## Synopsis
Ivan Kalin, un photographe eurasien qui est basé au Japon , pense a réfugier aux États-Unis et a la suite il va séduire[incompréhensible] une secrétaire américaine et une aristocrate japonaise.

## Fiche technique
- Titre original : A Girl Named Tamiko
- Titre français : Citoyen de nulle part
- Réalisation : John Sturges
- Scénario : Edward Anhalt d'après le roman de Ronald Kirkbride
- Photographie : Charles Lang
- Montage : Warren Low
- Musique : Elmer Bernstein
- Société de production : Wallis-Hazen
- Société de distribution : Paramount Pictures
- Pays d'origine :  États-Unis
- Genre : dramatique
- Dates de sortie : 
  - États-Unis : 27 décembre 1962 (Honolulu, Hawaï) ; 14 mars 1963 (New York)
  - Allemagne de l'Ouest : 25 janvier 1963
  - Suède : 8 avril 1963
  - Royaume-Uni : 11 avril 1963
  - France : 10 mai 1963

## Distribution
- Laurence Harvey (VF : Bernard Noël) : Ivan Kalin
- France Nuyen (VF : Martine Sarcey) : Tamiko
- Martha Hyer (VF : Nadine Alari) : Fay Wilson
- Gary Merrill (VF : Claude Péran) : Max Wilson
- Michael Wilding (VF : Maurice Dorléac) : Nigel Costairs
- Miyoshi Umeki : Eiko
- Steve Brodie (VF : Jacques Dynam) : James Hatten
- Lee Patrick (VF : Lucienne Givry) : Mary Hatten
- David Lewis (VF : Fernand Fabre) : le consul R. C. Harcourt
- John Mamo (VF : Michel Roux) : Minya, le frère de Tamiko
- Ray Teal : Kyle Munce
- Richard Loo : Otani
- Philip Ahn : Akiba
- Jerry Fujikawa : le manager (non crédité)